# Любовна история (филм)
Любовна история (на английски: All My Life) е американска романтична драма от 2020 г. на режисьора Марк Майърс, по сценарий на Тод Росенбърг, базиран е на истинската история на Соломон Чау и Дженифър Картър, млада двойка, която бързат да се оженят, след като Соломон е диагностициран с рак на черния дроб. Във филма участват Джесика Рот, Хари Шум младши, Мариел Скот, Кайл Алън, Джей Фароа, Евър Карадайн, Моли Хаган, Криси Фит и Кеала Сетъл.
Филмът е театрално пуснат във Великобритания на 23 октомври 2020 г., и в Съединените щати на 4 декември 2020 г. от Universal Pictures.

## Актьорски състав
| Актьор          | Роля                                      |
| --------------- | ----------------------------------------- |
| Джесика Рот     | Дженифър „Джен“ Картър                    |
| Хари Шъм младши | Соломон „Сол“ Чау                         |
| Када Шийкоф     | Артист                                    |
| Кайл Алън       | Кайл Кембъл, един от приятелите на Сол    |
| Криси Фит       | Аманда Флечър, една от приятелите на Джен |
| Джеф Фароа      | Дейв Бъргър, един от приятелите на Сол    |
| Мариел Скот     | Меган Деноф, една от приятелите на Джен   |
| Моли Хаган      | Хоуп, майка на Джен                       |
| Кеала Сетъл     | Вив Лорънс                                |
| Майкъл Масини   | Питър Охл                                 |
| Грег Вротсос    | Шеф Нийл Снайдър                          |
| Евър Карадайн   | Джиджи Картър                             |
| Марио Кантоне   | Джеръми Патерсън                          |
| Джош Бренър     | Ерик Бронит                               |
| Анджали Бимани  | Мина Уайт                                 |
| Джон Руднитски  | Крис, барман                              |
| Дан Бътлър      | доктор Алън Менделсън                     |